# Carl Gottlieb Köhler
Carl Gottlieb Köhler, född 3 december 1776, död 14 mars 1830 i Stockholm, var en svensk trumpetare vid Kungliga hovkapellet.

## Biografi
Carl Gottlieb Köhler föddes 1776. Han var från 1 juli 1820 till 1830 trumpetare vid Kungliga hovkapellet i Stockholm. Köhler avled 1830.